# Cosmonaut Glacier
Cosmonaut Glacier är en glaciär i Antarktis. Den ligger i Östantarktis. Nya Zeeland gör anspråk på området. Cosmonaut Glacier ligger 878 meter över havet.
Terrängen runt Cosmonaut Glacier är varierad. Trakten är obefolkad. Det finns inga samhällen i närheten.